# Good Fences (Prison Break)
| "Good Fences"      | "Good Fences"           |
| ------------------ | ----------------------- |
| Capítulo #         | Temporada 3, Capítulo 4 |
| Guion              | Paul Scheuring          |
| Director           |                         |
| Emisión en USA     | 8 de octubre de 2007    |
| Cronología         |                         |
| Capítulo anterior  | Llamada en espera       |
| Capítulo siguiente | Interference            |

"Buenas Vallas" es el cuarto capítulo de la tercera temporada de la serie Prison Break, el cual salió al aire el 8 de octubre de 2007, a través de FOX, en los Estados Unidos.

## Resumen
Michael ((Wentworth Miller) comienza a crear su plan de fuga de Sona, y Whistler (Chris Vance) le advierte que si él no le regresa el libro, él dirá a La Compañía que Lincoln lo tiene. Michael está desconcertado y le pide prestado el collar a McGrady (Carlo Alban), pero este exige saber para qué.
Lincoln (Dominic Purcell), todavía impactado por la caja sangrienta, visita a Michael, él le pide a Lincoln que haga amistad con el sepulturero de la prisión. En flashback vemos que en la caja estaba la cabeza de Sara. Michael corta la electricidad en la prisión, luego visita a Mahone (William Fitchner) y le pide que lo ayude, para incluirlo en su plan de fuga. Él le pide un rotulador negro, mientras Bellick (Wade Williams) está escuchando. Mahone comienza a alucinar que Haywire (Silas Weir Mitchell) está allí, advirtiéndole de no confiar en Michael.
Sofía (Danay Garcia) visita a Whistler e insiste en ayudarlo. Whistler le pide investigar el pasado de los hermanos Scofield. Lincoln se encuentra con Susan (Jodi Lyn O'Keefe), que le exige que le dé el verdadero libro. Cuando Sucre (Amaury Nolasco) se niega a ayudar, Lincoln le pide a Sofía ser un traductor, entonces él puede hacer amistad con el sepulturero de la prisión (Anthony Escobar), quien reconoce a Sofía de las puertas de la prisión. Ellos van a tener que intentar con honestidad.
Lechero se entera de que Michael es un ingeniero y le va a pedir si él puede ayudar a conectar la electricidad. Si el teléfono móvil de Lechero muere, él no puede conseguir ningún alimento en Sona y todos morirán. Michael le dice que la electricidad sólo puede ser reparada desde la Tierra de Ningún Hombre, el área entre las puertas interiores y externas de la prisión, donde cualquier preso que trata de escapar es asesinado a tiros por los guardias de la torre. Si él va a confiar en que Lechero puede protegerlo de las guardias, él lo hará – pero solo a cambio de una celda específica en la esquina – la primera que tenga luz del sol por la mañana. Bellick se entromete, ofreciéndose a ayudar a cavar, y avisando a Michael que él escuchó por casualidad sus conversaciones con Mahone. Michael dice que no incluirá a Bellick en sus planes. Entonces Bellick va con Lechero y le dice que Michael planea una fuga, y que él vio a Michael enterrar algo en una caja en la Tierra de Ningún Hombre. Lechero va con Michael y exige ver lo que él enterró. Es la cinta de conducto – para arreglar los cables rotos, dice Michael. 
Michael va a conectar la electricidad y Lechero insiste en ir con él. Llegan al cuarto principal de la electricidad, donde hay una caja de fusibles en la cual Michael había atascado la cruz de McGrady – esto es lo que realmente ha estado manteniendo la electricidad apagada. El interruptor de poder principal no puede trabajar mientras la cruz esté allí, y Michael no puede tomar la cruz sin que Lechero lo vea. Entonces Lechero provoca a Sammy (Laurence Mason), Sammy golpea a Michael y Michael toma la cruz a escondidas. La electricidad vuelve. Lechero, aunque sospecha, está satisfecho por ahora.
T-Bag (Robert Knepper) mata a Nieves (Manny Rubio), el hombre de Lechero que se encarga del contrabando de drogas y dinero en la prisión, y lo hace parecer una sobredosis. Lechero ya sospechaba de Nieves del robo; esto solamente lo confirma. T-Bag toma el lugar de Nieves en la organización de Lechero.
Linc arregla un encuentro con Susan para conseguir 15,000 dólares de ella. Sofía insiste en ir sola; Linc se niega a dejarla. Y él le dice a Sucre que desaparezca ya si él solamente va a escaparse.
Mahone trae un rotulador a Michael. Whistler no entiende por qué Michael reparó la electricidad – y ahora el cercado eléctrico. Michael dice que lo mejor que pueden hacer es que el cercado sea tan mortífero como fuere posible. Susan y Linc encuentran al sepulturero; el dinero es para sobornarlo. Cuando este pide más dineros Susan lo mata a tiros.
La alucinación de Haywire comienza a impulsar a Mahone para matar a Michael. T-Bag le trae algunas drogas a Mahone, y él las toma para estabilizar sus sacudidas. Él visita a Michael en su nueva celda – que pasa por alto el cercado eléctrico – le trae el rotulador negro, que él había olvidado en su vieja celda. Lleno de nueva confianza y autocontrol, Mahone le dice que él lo matará si él no es incluido en el intento de escape. Linc, todavía ocultando que Sara está muerta, le dice a Michael que el sepulturero ha muerto – pero Sucre es ahora ocupa su puesto.
Susan envía de vuelta el libro de pájaro a Whistler, que entonces visita a Michael para averiguar los detalles del plan de fuga. Ellos ven a Sucre enterrar a Nieves. Cada cuerpo es rociado con Kesslivol, una sustancia química que mata el olor de descomposición. Y cuando se calienta a un cierto grado puede corroer el acero. Sucre, a escondidas, lo rocía sobre un cercado eléctrico..

## Audiencia
El cuarto capítulo de la serie mantuvo casi toda la audiencia en relación con el anterior episodio, en su transmisión de estreno el 8 de octubre por FOX en Estados Unidos aumentó en relación con el capítulo anterior, con un promedio de 7.35 millones de televidentes.
- Datos: Q794115